# Flandrijski Béguinage
Flandrijski Béguinage je UNESCO-ova svjetska baština koja se sastoji od 13 naselja Beginki (francuski: Béguinage, nizozemski: Begijnhof), rimokatolička sestrinstva, u Flandriji, Belgija. Béguinage obično čini skupina malih građevina oko zajedničkog dvorišta u kojima skupina žena posvećuje život službi Božjoj. Obično je okružen zidinama i odvojen od grada jednima ili s dvoja vrata. Danas se mogu naći u sjevernoj i sjeveroistočnoj Francuskoj, Belgiji, Nizozemskoj, te zapadnoj i sjeverozapadnoj Njemačkoj.

## Povijest
Prve beginske zajednice su nastale u 12. stoljeću u Valonskom dijelu Belgije, u Liègeu. Naziv im potječe od svećenika iz Liegea, Lamberta le Bèguea, koji je 1170. godine propovijedao uspostavu ženskih vjerskih zajednica bez obaveze prisege samostanskom životu. Zahvaljujući ratovima, nasilju i velikim premještanjima stanovništva, broj žena u to vrijeme je porastao u odnosu na muškarce i veliki broj žena nije imao drugog izbora nego da se udruže kako bi osigurali sigurnost i pomogli jedne drugima. Ženski samostani su pružali takvu sigurnost, ali su tadašnji cistercinski, kao i drugi, samostani nametali stroga pravila, te su žene tražile manje ograničena udruženja, poput Beguinagea. Beguinagi su ubrzo osiguravale pomoć bogatih dobročinitelja koji su financirali boravak siromašnih i starih beginki. Uskoro su morali odbijati veliki broj žena koje su željele živjeti u beguinagesima. Kasnije je čak uvjet za primanje u Beguinage bio određen stupanj materijalnog bogatstva. Zbog toga su kasnije dominikanski gradski samostani, koji nisu uvjetovali materijalnim prihodima, primali više žena.
Najslavniji i najbogatiji beguinagesi su bili u belgijskim gradovima kao što su: Antwerpen, Brugge, Dendermonde, Diest, Gent (3), Hasselt, Hoogstraten, Lier, Leuven (2), Mechelen (2), Kortrijk, Sint-Truiden, Turnhout i Tongeren. Ovi flandrijski beguinagesi su 1998. godine upisani na UNESCO-ov popis mjesta svjetske baštine u Europi.
- Beguinage Naše Gospe Ter Hoyen u Gentu
- Beguinage u Bruggeu
- Beguinage u Dendermondeu
- Ulaz beguinagea u Diestu
- Beginska crkva u Lieru